# Révolutions de Paris
Révolutions de Paris, dédiées à la Nation et au district des Petits Augustins (Paris) war ein Wochenblatt, das vom 12. Juli 1789 bis zum 28. Februar 1794 erschien. Es gilt als revolutionär-demokratisches Organ und wurde von Louis-Marie Prudhomme herausgegeben. Bis September 1790 wurde es von dem Republikaner Élisée Loustalot (1762–1790) redigiert.
Weitere wichtige Redakteure waren Sylvain Maréchal, Pierre-Gaspard Chaumette, Fabre d’Églantine und Léger-Félicité Sonthonax.
Am 28. Februar 1794 beschloss Prudhomme die Einstellung seines Journals. Trotz seiner positiven Haltung der Revolution gegenüber wurde er der Mäßigung verdächtigt und beschloss, sich still zu verhalten, um sein Leben nicht zu riskieren.

## Weblink
- Digitalisat auf Gallica